# بابلو أندريس إسكوبار
بابلو أندريس إسكوبار (بالإسبانية: Pablo Andrés Escobar)‏ (12 فبراير 1987 في كولومبيا - ) هو لاعب كرة قدم كولومبي في مركز الدفاع. لعب مع أتليتيكو هويلا وديبورتيس كوينديو وديبورتيفو كالي وسبورتينغ كانساس سيتي وClub Plaza Colonia de Deportes ‏ وPatriotas Boyacá ‏ وخاخواريس دي كوردوبا وكوكوتا ديبورتيفو ‏.

## وصلات خارجية
- بابلو أندريس إسكوبار على موقع الدوري الأمريكي (الإنجليزية)
- بابلو أندريس إسكوبار على موقع قاعدة بيانات كرة القدم.إي يو (الإنجليزية)
- بابلو أندريس إسكوبار على موقع Soccerway.com (الإنجليزية)
- بابلو أندريس إسكوبار على موقع AS.com (الإسبانية)